# The Creatures of Prometheus
The Creatures of Prometheus, Op. 43 (tiếng Đức: Die Geschöpfe des Prometheus, tiếng Việt: Những người thuộc hạ của Promatheus) là vở ballet mà phần overture được viết bởi nhà soạn nhạc thiên tài người Đức Ludwig van Beethoven và phần lời được viết bởi Salvatore Viganò. Vở ballet được trình diễn lần đầu tiên vào ngày 28 tháng 3 năm 1801 tại Burgtheater ở Viên và được biểu diễn 28 lần. Sự hoàn chỉnh về nội dung và hình thức của khúc mở màn cho vở ballet này đã đưa overture trở thành một tác phẩm khí nhạc độc lập, tiền thân của loại tác phẩm giao hưởng một chương, giao hưởng có tiêu đề sau này.

## Âm thanh
| Khúc dạo đầu của vở ballet Những người thuộc hạ của Prometheus |  |
|                                                                |  |
|                                                                |  |

| Phần andante của vở ballet Những người thuộc hạ của Prometheus |  |
|                                                                |  |
|                                                                |  |